# Insomnia (album Miach)
Insomnia je prvi studijski album hrvatske pjevačice Miach. Objavila ga je 21. studenoga 2023. hrvatska izdavačka kuća Yem. Na albumu gostuju: Grše, Jymenik, Baks i Peki.

## Popis pjesama
| 1.    | »Tempo«                  | 2:35 |
| 2.    | »Led (ft. Grše)«         | 3:30 |
| 3.    | »Tume (ft. Jymenik)«     | 2:37 |
| 4.    | »Skarabej«               | 3:10 |
| 5.    | »Rendezvous«             | 2:40 |
| 6.    | »Dance (ft. Baks, Peki)« | 3:04 |
| 7.    | »Insomnia«               | 2:57 |
| 8.    | »Tvoje Je«               | 2:26 |
| 9.    | »I Dalje...«             | 2:07 |
| 10.   | »Kao Ti«                 | 3:19 |
| 28:28 |                          |      |